# Stanisław Czaplic
Stanisław Czaplic (ur. 1590, zm. 9 kwietnia 1648) – profesor Akademii Krakowskiej.

## Życiorys
Był autorem rozprawy prawniczej pt. "Qvæstio De Pvrgatione Canonica" gdzie protestował przeciwko stosowaniu przemocy w dochodzeniach sądowych. Uzasadniał niewłaściwość poddawanie torturom więźniów w celu wymuszenia zeznań oraz sprzeciwiał się tzw. "próbom wody" wobec kobiet oskarżonych o czary odbywających się w latach 1450–1750.

## Dzieła
- "Qvæstio De Pvrgatione Canonica" 1637[2],
- "Qvæstio De Privilegiis" 1647[3].